# プラーチーンブリー県

プラーチーンブリー県
จังหวัดปราจีนบุรี

- この項目は英語版を元に作成されています。

プラーチーンブリー県（プラーチーンブリーけん、タイ語: จังหวัดปราจีนบุรี）はタイ・中部の県の一つ。 ナコーンラーチャシーマー県、サケーオ県、チャチューンサオ県、ナコーンナーヨック県と接する。

## 歴史
クメール時代から栄えていたところで、県内にはクメール遺跡もある。
1993年に、旧プラーチーンブリー県から、ワンナムイェン郡を中心とする地域と、サケーオ郡を中心とする地域がサケーオ県に分割され現在のプラーチーンブリー県となった。

## 地理
県はプラーチーンブリー川を中心とする低地地域と、高地と山が連なる地域の2つの地域に分割される。有名なリゾート地、カオヤイ国立公園も県の一部を占有している。平地には工業団地もあり、日本から進出したHDDの工場がある。

## 県章

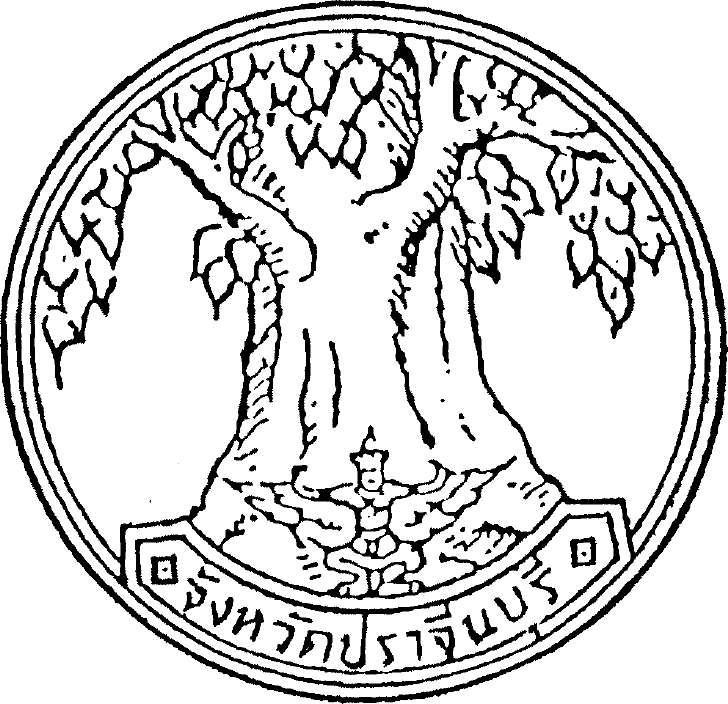
県章

県章は約2000年前にワット・シーマハーポーに植えられたボーディーの木を描いている。
県木は菩提樹、県花はコルクノウゼン（Millingtonia hortensis）である。

## 行政区
プラーチーンブリー県は7の郡（アンプー）に分かれ、さらに65の町（タンボン）、658の村（ムーバーン）がある。以下のリストで欠番の4,5番および10,11,12番は分離してサケーオ県となった郡である。
郡
1. ムアンプラーチーンブリー郡
2. カビンブリー郡（タイ語版）
3. ナーディー郡（タイ語版）

1. バーンサーン郡（タイ語版）
2. プラチャンタカーム郡（タイ語版）
3. シーマハーポー郡（タイ語版）
4. シーマホーソット郡（タイ語版）